# Chirat
Pour les articles homonymes, voir Chirat (homonymie).
 (septembre 2020).
Pour un article plus général, voir Éboulis.

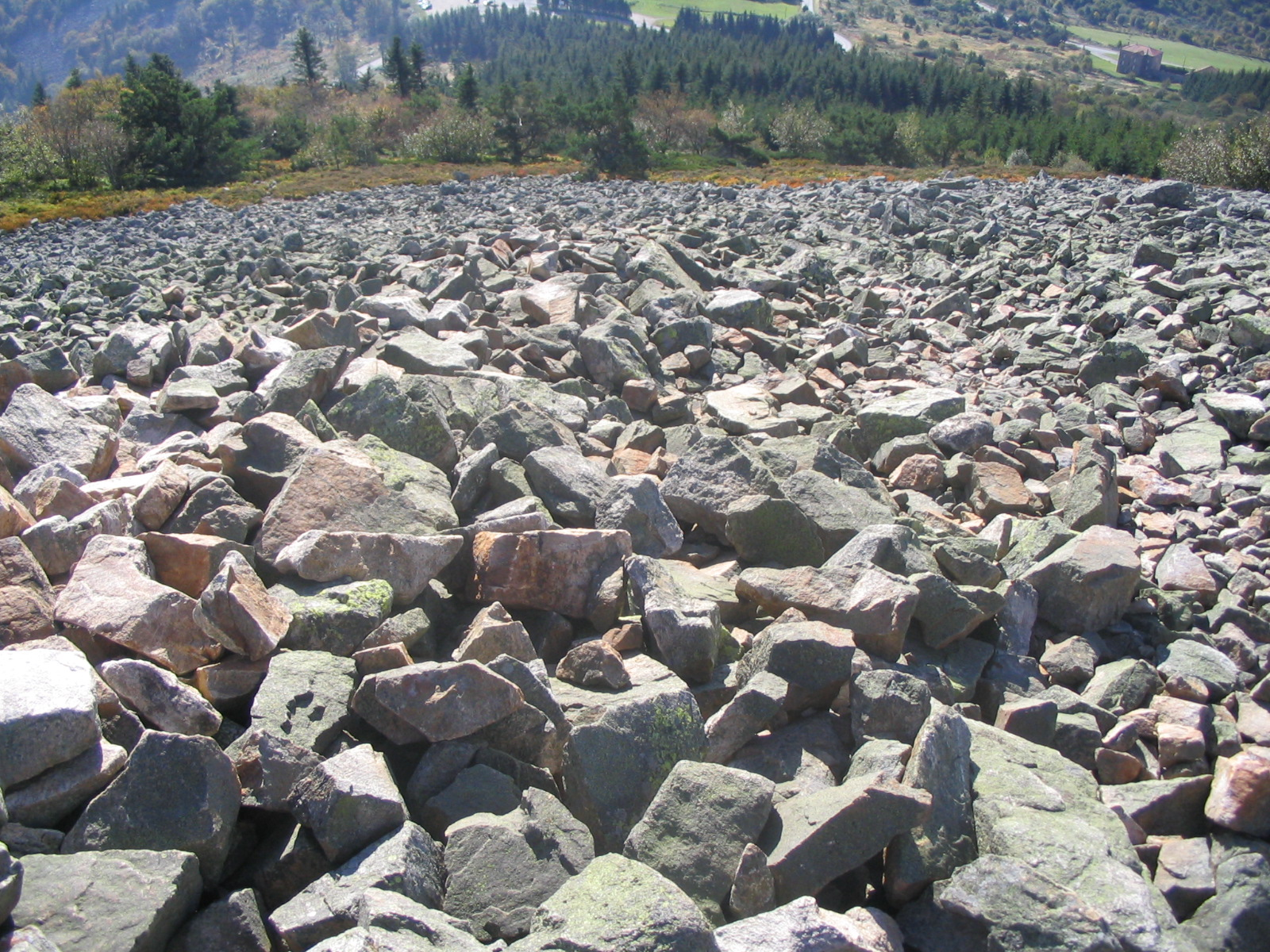
Un chirat au crêt de l'Œillon dans le massif du Pilat

Sur la bordure orientale du Massif central, un chirat (ou parfois chiron) est le nom local donné aux coulées de blocs rocheux qui recouvrent les versants sous forme d'éboulis, formant en général des clairières dans la forêt. De ce fait, ils sont parfois appelés aussi pierriers. Selon le Littré, l'orthographe serait chiras.

## Localisation
Les chirats sont peu nombreux mais caractéristiques des versants nord au-dessus de 900 m du massif du Pilat, Vivarais,   Forez et des autres massifs de la bordure est du Massif central. Des formations similaires existent dans les Appalaches.

## Origine géologique
Formées lors des dernières glaciations du quaternaire, entre -100 000 et -10 000 ans, les chirats sont dus à l'éclatement de la roche sous l'effet du froid (gélifraction). Les blocs se sont formés sur place et ne proviennent donc pas à proprement parler d'un éboulis généralisé, même si localement, au sein des chirats, des mouvements gravitaires ont pu avoir lieu.
Ce sont des modelés d'érosion périglaciaire, formant des tabliers d'éboulis. Les roches sont des gneiss (roches métamorphiques) représentant les racines exhumées de l'ancienne chaine de montagne hercynienne qui occupait toute l'Europe occidentale à la fin du Paléozoïque.

## Végétation

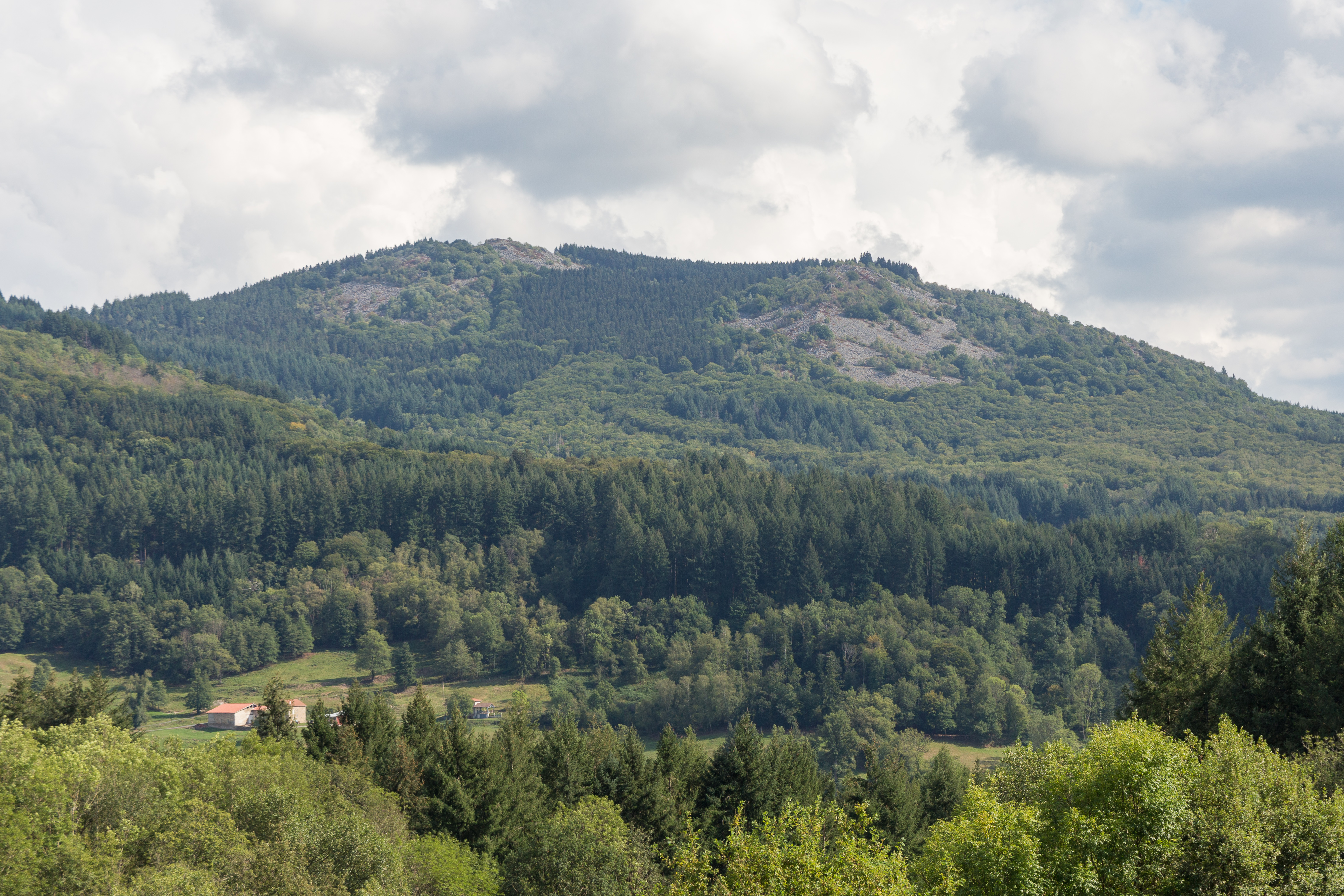
Chirats sur les versants du Grün de Chignore (Bois Noirs)

Dénudées de grande végétation, les zones de chirat n'abritent généralement que quelques mousses et lichens avec parfois une flore alpine.

## Onomastique

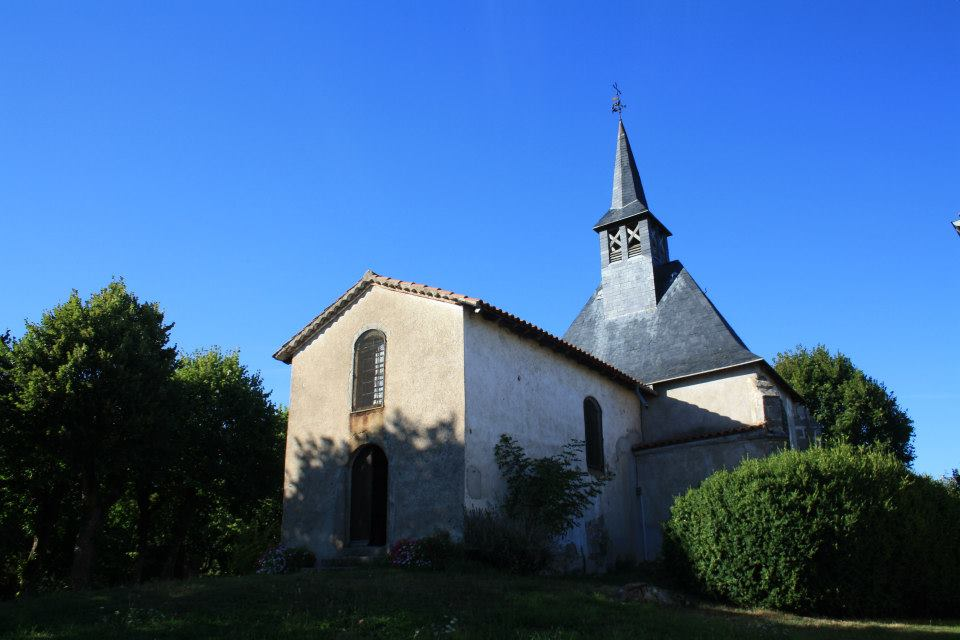
Chapelle Notre-Dame de la Chirat, à Saint Marcel d'Urfé

Chirat est un patronyme assez fréquent dans la Loire, où de nombreux chirats (pierriers) agrémentent les paysages, notamment dans le parc naturel régional du Pilat (Crêt de la Perdrix, Crêt de l'Œillon, etc.) dont le logo arbore même les chirats comme un symbole du Pilat. Dans ce département, des lieux-dits sont parfois nommés "Les Chirats", voire "Les Chirattes" (à Pélussin). 

## Chirat viticole
Le terme chirat est également utilisé pour désigner les tas de pierres que l'on rencontre parfois dans les champs ou les vignes.
C'est ainsi le nom donné aux murailles et pierriers d'origine viticole dans les monts d'Or lyonnais. Certains chirats incorporent des cabanes, dites cabornes, servant autrefois à abriter les caborniers (ou caborgniers), ouvriers journaliers employés par des propriétaires pour l'entretien des parcelles de vignes (épierrage, réparation des murs, remontage de la terre).